# ルーマー

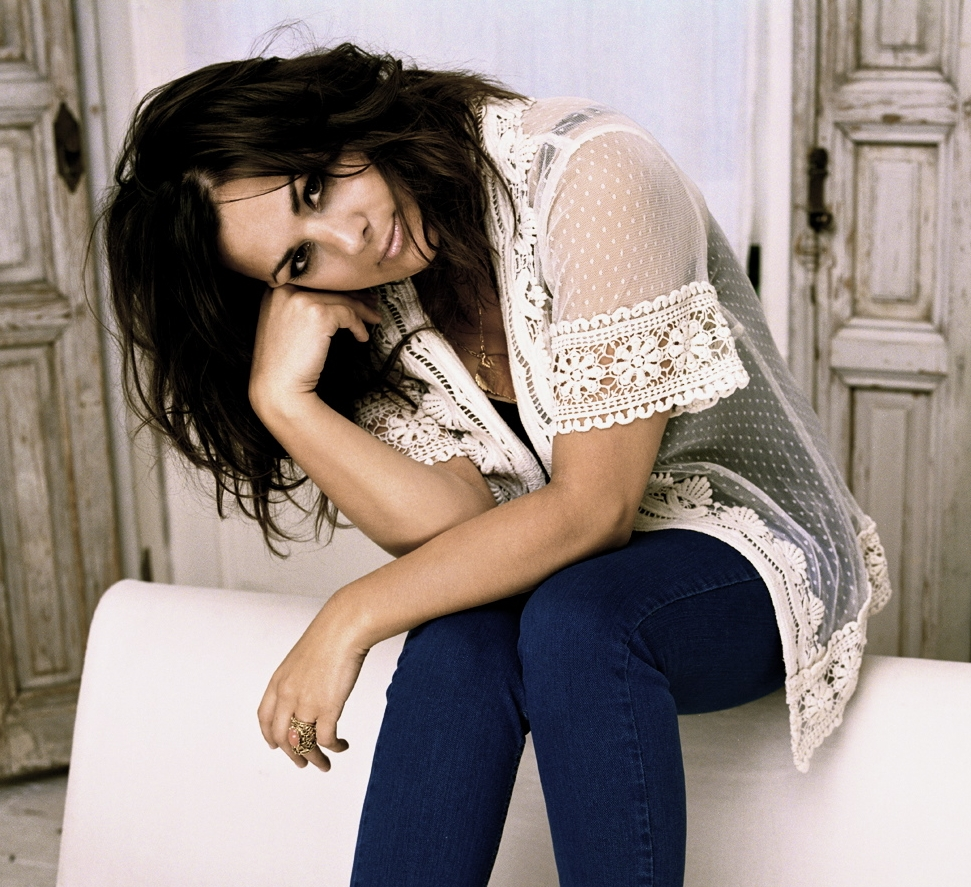
ルーマー（2010年）

ルーマー（Rumer、1979年6月3日 - ）は、パキスタン・イスラマバード出身のイギリスのシンガーソングライター。

## 来歴
アートを専攻していた10代の少女ルーマーは、そこで知り合った仲間と「La Honda」というバンドを始める。
さまざまな仕事を掛け持ちしながらロンドンで音楽活動を続け、着々と腕を磨いたルーマーは地元で話題の存在となる。
その下積み期間は10年に及び、アトランティック・UKとの契約したのは31歳のときであった。
アルバム『シーズンズ・オブ・マイ・ソウル』でデビュー。本作は、イギリス本国で売上50万枚を記録し、プラチナ・ディスクを獲得する。
ブリット・アワード2011では、「最優秀新人賞」「最優秀ブリティッシュ女性アーティスト賞」の2部門にノミネートされた。

## ディスコグラフィ

### スタジオ・アルバム
- 『シーズンズ・オブ・マイ・ソウル』 - Seasons of My Soul (2010年)
- 『ボーイズ・ドント・クライ』 - Boys Don't Cry (2012年)
- 『イントゥ・カラー』 - Into Colour (2014年)
- 『ディス・ガール〜バカラック&デヴィッド・ソングブック』 - This Girl's in Love: A Bacharach and David Songbook (2016年)
- 『ナッシュヴィル・ティアーズ』 - Nashville Tears - The Songs Of Hugh Prestwood (2020年)

### EP
- Rumer Sings Bacharach at Christmas (2010年)
- iTunes Festival: London 2011 (2011年)
- Into Colour EP (2014年)
- Love Is The Answer (2015年)

### コンピレーション・アルバム
- B Sides & Rarities (2015年)